# Президентские выборы в Болгарии (2011)
Президентские выборы в Болгарии проходили 23 октября 2011 года. Избирательным правом обладали 6 933 748 человека, которые были распределены по 11 382 избирательным участкам в 264 общинах в стране и ещё по 161 участкам за рубежом.
Избирательная активность в первом туре составила 7,44 % к 10:00, 20,40 % к 13:00 и 39,67 % к 17:00, 51,56 % к 20:00 и всего 51,83 % в конце дня голосования, к 21:00. Ни один из кандидатов не набрал более половины голосов в первом туре. 30 октября баллотировались два кандидата с наибольшим числом голосов — Росен Плевнелиев (40,11 %) и Ивайло Калфин (28,96 %).
Во втором тури избирательная активность составила 13,45 % к 10:00, 26,73 % к 13:00 и 40,55 % к 17:00 и всего 48,04 % в конце дня голосования, к 20:00. Президентом Болгарии стал Росен Плевнелиев с 52,58 % из действительных голосов.
Действующий президент Георгий Пырванов, избранный в 2006 году как независимый кандидат, поддержанный Болгарской социалистической партией, завершил свой второй мандат и не мог выставлять свою кандидатуру.

## Кандидаты
| № в бюллетене | Кандидат в президенты | Кандидат в вице-президенты | Партия | Участие в общественной жизни                                                                                             |
| ------------- | --- | --- | --- | --- |
| 1             | Меглена Кунева | Любомир Христов | Национальное движение за стабильность и подъём | Бывший министр иностранных дел и Еврокомиссар                                                                            |
| 2             | Росен Плевнелиев | Маргарита Попова | Граждане за европейское развитие Болгарии | Министр регионального развития и благоустройства                                                                         |
| 3             | Сали Шабан Ибрям | Валентина Гоцева | Национальное движение «Единство» | |
| 4             | Румен Христов | Эмануил Йорданов | Коалиция «Союз правых сил» — Союз демократических сил, Объединенные земледельцы, Демократическая партия, Движение «Юрьев ден», Союз свободных демократов, Болгарский демократический союз «Радикалы», Болгарский демократический форум | Бывший министр земледелия и главный секретарь администрации бывшего президента Петра Стоянова                            |
| 5             | Мария Капон | Николай Кисёв | Единая народная партия | Председатель демократической партии, выпускник департамента политических наук «Дж. Ф. Кеннеди» Гарвардского университета |
| 6             | Стефан Солаков | Галина Василева | Национальный фронт спасения Болгарии | Журналист, бывший соратник Волена Сидерова, ныне его оппонент                                                            |
| 7             | В первом туре не выдвинули своего кандидата. Во втором туре поддержали кандидатуру Ивайла Калфина.                                              | В первом туре не выдвинули своего кандидата. Во втором туре поддержали кандидатуру Ивайла Калфина.                                              | Движение за права и свободы | |
| 8             | Ивайло Калфин | Стефан Данаилов | Болгарская социалистическая партия | Бывший министр иностранных дел, депутат Европейского парламента                                                          |
| 9             | Волен Сидеров | Павел Шопов | Атака | Болгарский националист, баллотировался на президентских выборах 2006 года, которые проиграл Георгию Пырванову            |
| 10            | Не выдвинули кандидата | Не выдвинули кандидата | Другая Болгария | |
| 11            | В первом туре не выдвинули своего кандидата и поддержали кандидатуру Румена Христова. Во втором туре поддержали кандидатуру Росена Плевнелиева. | В первом туре не выдвинули своего кандидата и поддержали кандидатуру Румена Христова. Во втором туре поддержали кандидатуру Росена Плевнелиева. | Демократы за сильную Болгарию | |
| 12            | Алексей Петров | Николай Георгиев | Инициативный комитет | Силовик |
| 13            | Николай Ненчев | Жеко Иванов | Болгарский земледельческий народный союз | |
| 14            | Атанас Семов | Поля Станчева | Порядок, законность и справедливость | Юрист, основатель и заместитель председателя партии                                                                      |
| 14            | Во втором туре поддержали кандидатуру Росена Плевнелиева.                                                                                       | | | Юрист, основатель и заместитель председателя партии                                                                      |
| 15            | Павел Чернев | Анелия Делчева | Партия для людей из народа | Юрист, бывший соратник Волена Сидерова, ныне его оппонент                                                                |
| 16            | Димитр Куцаров | Камелия Тодорова | Инициативный комитет | |
| 17            | Красимир Каракачанов | Даниела Симидчиева-Димитрова | ВМРО-БНД | Болгарский националист, депутат 38-го и 40-го собрания болгарского парламента                                            |
| 17            | Во втором туре поддержали кандидатуру Ивайла Калфина.                                                                                           | | | Болгарский националист, депутат 38-го и 40-го собрания болгарского парламента                                            |
| 18            | Андрей Чобанов | Ангел Мирчев | Болгарская демократическая общность | |
| 19            | Николай Василев | Владимир Славов | Инициативный комитет | |
| 20            | Светослав Витков | Венцислав Мицов | Инициативный комитет | вокалист популярной болгарской рок-группы «Гипподиль»                                                                    |
| 21            | Венцислав Йосифов | Илиян Димитров | Инициативный комитет | |

## Прогнозы
| Публиковано      | Агентство                                                            | Росен Плевнелиев | Ивайло Калфин | Меглена Кунева | Волен Сидеров | Румен Христов | Атанас Семов | Красимир Каракачанов | Алексей Петров | Светослав Витков | Другие |
| ---------------- | -------------------------------------------------------------------- | ---------------- | ------------- | -------------- | ------------- | ------------- | ------------ | -------------------- | -------------- | ---------------- | ------ |
| 20 сентября 2011 | Alpha Research Архивная копия от 23 сентября 2011 на Wayback Machine | 38,5 %           | 23,5 %        | 18,4 %         | 4,0 %         | 4,0 %         | 2,5 %        | 2,2 %                | 1,1 %          | 1,0 %            | 4,8 %  |

## Результаты
В первом туре ни один из кандидатов не набрал более половины голосов. 30 октября баллотировались два кандидата, набравшие наибольшее число голосов — Росен Плевнелиев и Ивайло Калфин. Президентом Болгарии стал Росен Плевнелиев
| Кандидаты        | Кандидаты        | Партия                                    | І тур     | І тур | ІІ тур    | ІІ тур |
| Президент        | Вице-президент   | Партия                                    | Голоса    | %     | Голоса    | %      |
| ---------------- | ---------------- | ----------------------------------------- | --------- | ----- | --------- | ------ |
| Росен Плевнелиев | Маргарита Попова | Граждане за европейское развитие Болгарии | 1 349 380 | 40,11 | 1 698 136 | 52,58  |
| Ивайло Калфин    | Стефан Данаилов  | Болгарская социалистическая партия        | 974 300   | 28,96 | 1 531 193 | 47,42  |
| Меглена Кунева   | Любомир Христов  | Инициативный комитет                      | 470 808   | 14,00 |           |        |
| Волен Сидеров    | Павел Шопов      | Атака                                     | 122 466   | 3,64  |           |        |
| Стефан Солаков   | Галина Василева  | Национальный фронт спасения Болгарии      | 84 205    | 2,50  |           |        |
| Румен Христов    | Эмануил Йорданов | Союз правых сил (основной участник — СДС) | 65 761    | 1,95  |           |        |
| Атанас Семов     | Поля Станчева    | Порядок, законность и справедливость      | 61 797    | 1,84  |           |        |
| Светослав Витков | Венцислав Мицов  | Инициативный комитет                      | 54 125    | 1,61  |           |        |
| Сали Ибрям       | Валентина Гоцева | Национальное движение «Единство»          | 41 837    | 1,24  |           |        |

Остальные кандидаты получили менее 1 % голосов.